# Пугачів (гміна)
Гміна Пугачів (пол. Gmina Puchaczów, Ґміна Пухачув) — сільська гміна у східній Польщі. Належить до Ленчинського повіту Люблінського воєводства.
Станом на 31 грудня 2011 у гміні проживало 5253 особи.

## Площа
Згідно з даними за 2007 рік площа гміни становила 91.71 км², у тому числі:
- орні землі: 75.00%
- ліси: 10.00%

Таким чином, площа гміни становить 14.47% площі повіту.

## Населення
Станом на 31 грудня 2011:
| Опис     | Загалом | Загалом | Чоловіки | Чоловіки | Жінки | Жінки |
| -------- | ------- | ------- | -------- | -------- | ----- | ----- |
| одиниця  | осіб    | %       | осіб     | %        | осіб  | %     |
| все      | 5253    | 100     | 2542     | 48.39    | 2711  | 51.61 |
| міське   | 0       | 100     | 0        |          | 0     |       |
| сільське | 5253    | 100     | 2542     | 48.39    | 2711  | 51.61 |

## Сусідні гміни
Гміна Пугачів межує з такими гмінами: Циців, Людвін, Ленчна, Мілеюв, Селище.